# شیخ احمد سرهندی
شیخ احمد سرهندی روحانی و عالم بنیانگذار شاخهٔ مجددیهٔ اخوان نقشبندیه در جنوب آسیا بود. سرهندی در خانواده‌ای علمی در پنجاب به دنیا آمد. پس از تحصیلات کامل دینی، وی در سن بیست سالگی عازم پایتخت گورکانیان، آگرا، شد و با علمای برجستهٔ آن دربار ارتباط برقرار کرد. وی سپس به راهنمایی پدرش، عبدالاحد، به آیین تصوف بازگشت. در سال ۱۵۹۹ میلادی، در راه زیارت و در گذر از شهر دهلی، با نقشبندی افغان، شیخ باقی بالله (متوفی ۱۶۰۴)، آشنا شد. پس از اتمام طریقت صوفیانهٔ او، قریب به سه ماه سرهندی نایب باقی‌بالله بود. وی تعداد زیادی از شاگردان را در سرتاسر هند پذیرفت و از طریق نامه‌هایی که مکتوبات نامیده می‌شد، با آن‌ها در تماس بود. سرهندی خود را به عنوان احیاگر هزارهٔ دوم اسلام (مجددِ الفِ ثانی) می‌دانست، از این رو نام شاخهٔ خود در اخوان نقشبندی را مجددیه نامید.
طریقت نقشبندیه در قرن چهاردهم میلادی، در آسیای میانه ظهور کرد. اخوان نقشبندی از زمان بنیانگذارشان، بهاءالدین نقشبند (متوفی ۱۳۸۹)، بر دو اصل استوار بودند: پایبندی دقیق به اصول دین اسلام و دخالت فعال در امور دنیوی. اصلی‌ترین اصل عرفانی که شیوخ نقشبندی را در حوزه سیاسی هدایت می‌کرد، «انزوا در میان جمعیت» بود. این نکته نشان‌دهنده تمرکز عمیقی است که پیروان این طریقت به دست می‌آوردند، در عین حال بر وظیفه خود برای معاشرت با مردم تأکید داشتند.
سرهندی هم با آخرین سال‌های سلطنت اکبر (متوفی ۱۶۰۵)، امپراتور گورکانیان در هند، و هم پسر و وارثش جهانگیر (م. ۱۶۲۷) معاصر بود.او در زمان اکبر شاه، زیر نظر فیضی دکنی کار می‌کرد و سخت است که پذیرفت در آن زمان با دین الهی مخالفت کرده باشد. اما پس از مدتی، در واکنشی مستقیم به این تجربه نخستین، دیدگاه او تغییر یافت و به نقشبندیان پیوست. در این دوره، سرهندی در «مکتوبات» خود علیه فلاسفه، عارفان، صوفیان، هندوها، پارسیان، یهودیان و مسیحیان سخن گفت و حتی پرداختن به علوم عقلی مانند هندسه و آثار ادبی همچون بوستان و گلستان سعدی را برای مسلمانان منع نمود.
سرهندی نسبت به دین الهی اکبر کاملاً بیزار شد و سعی داشت بزرگان دربار گورکانی را متقاعد کند که بر جهانگیر غلبه کنند تا از «بدعت‌های» پدرش دوری کند. در همین زمینه بود که وی یک اصل سیاسی عمده دیگر را فرموله کرد، طبق آن وظیفهٔ استاد نقشبندی است که به حاکم نزدیک شود تا وی را به مسیر مستقیم راهنمایی کند؛ البته این حکم سرهندی دارای نواقصی هم بود. سرهندی همچنین بر عقیده نقشبندیه دربارهٔ پیروی سنت پیامبر و احکام شریعت سختگیر بود. در واقعیت‌های هند، این موارد به خصومت بی حد و حصر با اکثریت هندو تبدیل شد. وی از حاکمان خواست که با هندوها مانند سگ رفتار کنند، مالیات جزیه بگیرند و ذبح گاو برای قربانی کردن را برای تحقیر هندوها مرسوم نمایند. سرهندی به همین شکل با همه مظاهر نفوذ شیعیان بر سلطنت سنی گورکانیان مخالف بود، گرچه نگرش او نسبت به شیعه آشتی جویانه‌تر بود و به‌طور کلی از کافر نامیدن آن‌ها اجتناب می‌کرد.
سرهندی مدعی هزاره‌گرایی بود و در نامه‌هایش، برای نشان دادن جایگاه معنوی خود، از لقب «مجدد الف ثانی» (به معنی کسی که در هزاره دوم اسلام دین را اصلاح می‌کند) استفاده می‌کرد. با این که هزاره‌گرایی محصول تفکرات ابن عربی بود، لیکن سرهندی با دیدگاه وحدت وجود ابن عربی هم مخالف بود.

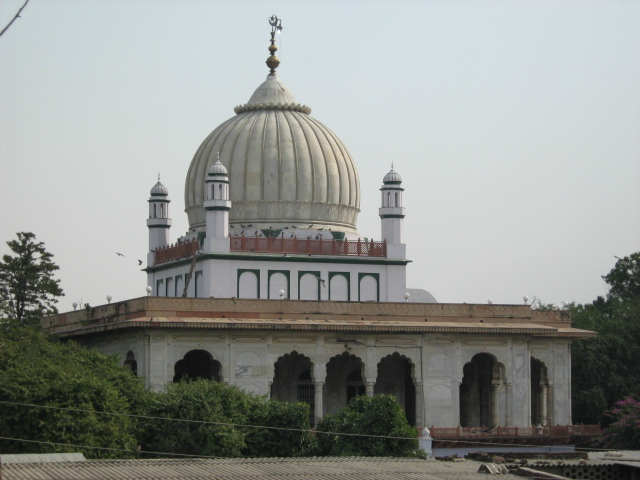
مقبره احمد سرهندی

برخلاف ادعاهای مورخان معاصر هند مبنی بر اینکه سیرهندی زمینه را برای تغییر تدریجی سلسله گورکانی از تسامح اکبر به سختگیری‌های اورنگ‌زیب (متوفی ۱۷۰۷) فراهم کرد، به نظر می‌رسد تأثیری که وی بر سیاست‌های مذهبی گورکانیان داشته، نسبتاً محدود بود. در پی ارسال نامه‌ای از سوی سرهندی به جهانگیر که در آن به دولت به خاطر ناتوانی رعایت قانون شریعت انتقاد می‌کرد، در ۱۶۱۹ احضار شد و بنا بر دفتر خاطرات امپراتور، شیخ را به خاطر رفتار متکبرانه و ادعاهای گستاخانه‌اش زندانی کردند. یک سال بعد آزاد شد، اما ترجیح داد «برای برکت ارتش سلطنتی» در اردوگاه امپراتور باقی بماند. او اندکی قبل از مرگ، در سال ۱۶۲۴ به سرهند بازگشت.
سرهندی در ادبیات فارسی نیز دستی داشت. او در قرن یازدهم هجری اشعار بسیاری در قالب نامه‌های ارشادی خطاب به مریدان خود سرود. او به خاطر ۵۲۴ نامهٔ ارشادی که سروده‌است، معروف می‌باشد.

## میراث
اخوان نقشبندی-مجددیه در قرن هفدهم به رهبری وراث و فرزندان سرهندی، در سراسر هند گسترش یافتند. با این حال هیچ‌یک از آن‌ها تأثیر قابل توجهی بر دربار گورکانی نداشت. برعکس، اظهارات عجیب و غریب سرهندی در مورد موقعیت والای معنوی او، باعث خجالت محافل سنت‌گرا شد و در سال ۱۶۷۹ سنت‌گرایان توانستند اورنگ‌زیب را راضی کنند که نشر مکتوبات را ممنوع کند. عمدتاً در کشورهایی با اکثریت مسلمان سنی که اخوان مجددیه بعداً به آن کشورها راه یافتند، روش‌های سنت‌گرایی و تعالیم سیاسی سرهندی عملی شد. این امر به ویژه در مورد مولانا خالد شهرزوری (درگذشته ۱۸۲۷)، بنیانگذار و رئیس شاخه خالدی در کردستان، صادق است؛ که در اوایل قرن نوزدهم طریقتش را در سرزمین‌های عثمانی منتشر کرد. نمایندگانی که خالد به استانبول فرستادند در حمایت از تلاش‌های سلطان محمود دوم (در سال ۱۸۳۹) برای تحکیم و احیای دوباره امپراتوری عثمانی در برابر تهدیدهای غرب، به مجددیه پیوستند. در همان زمان، نمایندگان دیگری جنبش مقاومت را به سوی آزادی شمال قفقاز از دست روسیه، تحریک و رهبری کردند.
استادان مجددیه و خالدیه در طول قرن بیستم و بعد از آن نیز نقش برجسته سیاسی به عهده داشتند. در ترکیه، قیام عمده علیه نهاد رژیم سکولار کمالیست توسط شیخ سعید (۱۹۲۵) انجام شد که خالدی بود، در حالی که ریشه‌های حکومت اسلامی فعلی رجب طیب اردوغان نیز در سنت نقشبندیه-خالدی است. شاخه‌های دیگری از این نحله فکری بر مقاومت در برابر حمله شوروی به افغانستان در سال ۱۹۷۹ و حکومت صدام حسین بر کردستان عراق نقش داشتند.